# Ambiant Otaku
Ambiant Otaku è un album in studio del musicista giapponese Tetsu Inoue, pubblicato nel 1994 dall'etichetta FAX di Pete Namlook.
Esordio solista di Inoue, Ambiant Otaku presenta "soffici passaggi di sintetizzatore" e ritmi molto lievi, mentre le atmosfere che rievoca sono state definite "spirituali".
Originalmente uscito in sole mille copie, il disco venne ristampato nel 2000 con una copertina differente.

## Tracce
Musiche di Tetsu Inoue.
1. Karmic Light – 17:04
2. Low Of Vibration – 11:11
3. Ambiant Otaku – 10:49
4. Holy Dance – 15:36
5. Magnetic Field – 17:47